# Bremsberg (Bergbau)

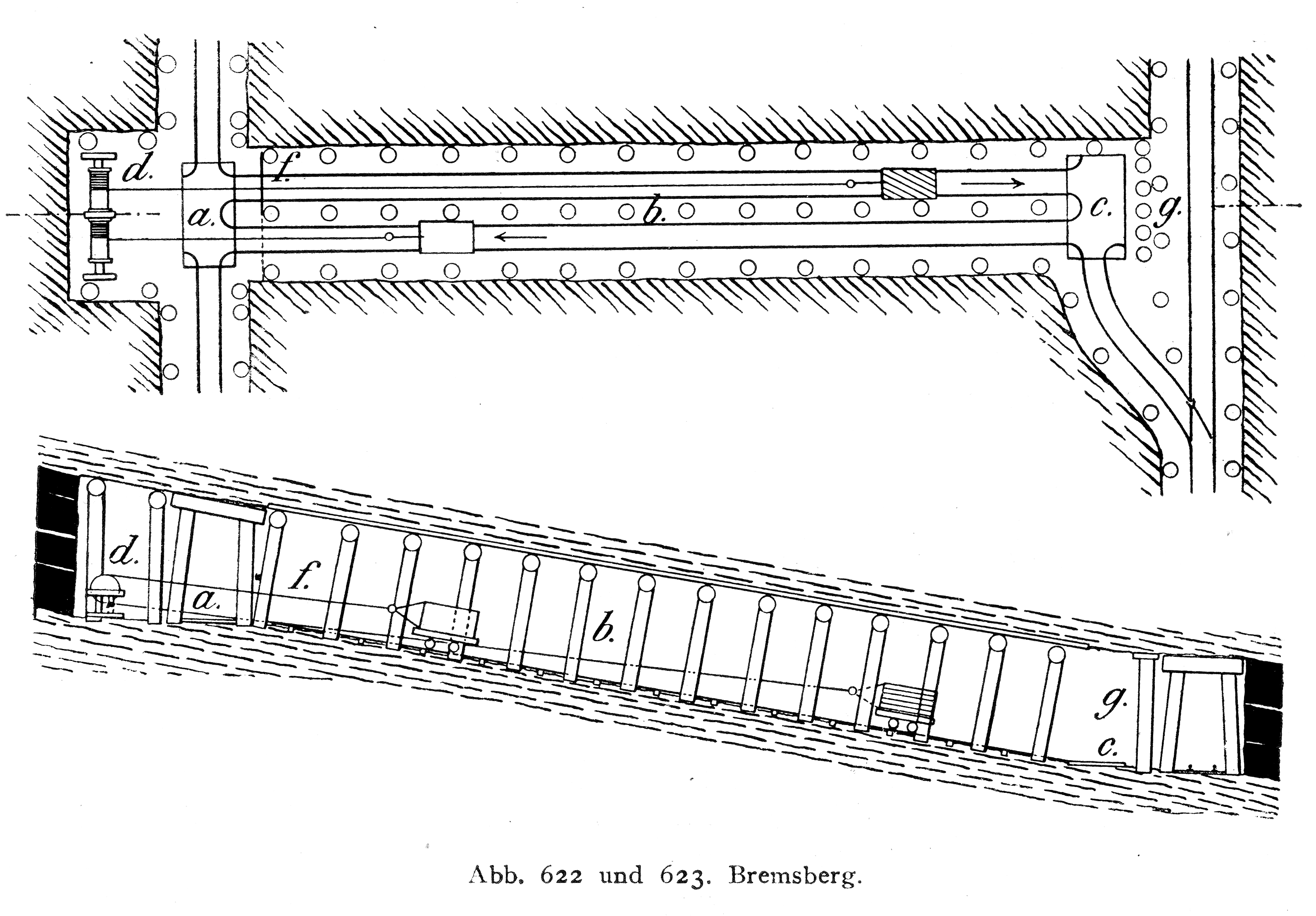
Bremsberg, schematisch

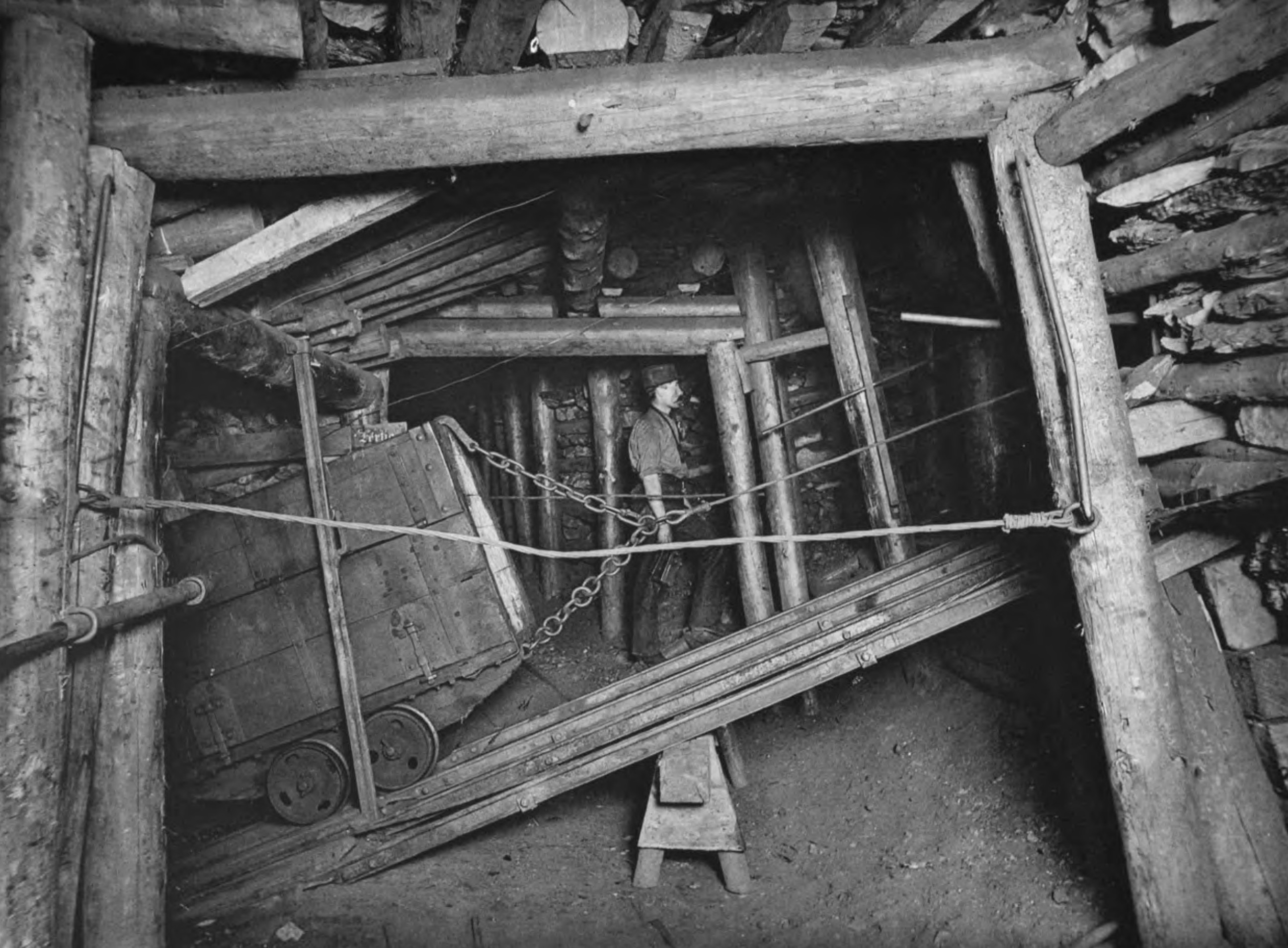
Bremsbergförderung

Als Bremsberg (auch Bremsbahn) werden im Bergbau geneigte Grubenbaue bezeichnet, bei denen das zu fördernde Material mittels gebremster Wagen hinabbefördert wird. Bremsberge werden im Bergbau sowohl unter Tage wie auch über Tage zur Förderung und zum Abtransport des geförderten Materials genutzt. Unter Tage werden Bremsberge angelegt, um das abgebaute Mineral aus dem Abbaubereich bis zur tieferen Sohle zu fördern.

## Grundlagen
Vom Prinzip her ist ein Bremsberg eine schiefe Ebene. Die minimale Neigung eines Bremsbergs, bei der die Förderwagen noch einwandfrei bis zur untersten Sohle rollen, hängt von mehreren Faktoren ab. In der Praxis liegt diese Neigung je nach Länge des Bremsbergs und Anzahl der herabgehenden Wagen zwischen 2,2 und 11 Gon (d. h. 2–10° oder 3,5–17,5 %). Einen maximalen Neigungswinkel gibt es bei Bremsbergen nicht, es wurden auch seigere Bremsberge verwendet, die dann auch als Bremsschacht bezeichnet wurden.
Oftmals werden Bremsberge mit dem Einfallen des Flözes aufgefahren. Die Fördereinheiten werden entweder direkt oder auf einem Gestell zur tiefergelegenen Fußstrecke gefördert. Die Fördereinheiten werden dabei durch einen Bremshaspel mit Hilfe der Schwerkraft abgefördert bzw. abgebremst. Die Haspelförderung kann dabei entweder zweitrümig oder eintrümig mit Gegengewicht erfolgen. Bremsberge werden sowohl bei flacher als auch bei steiler Lagerung verwendet. Insbesondere im Steinkohlenbergbau wurden Bremsberge anstelle von Rolllöchern verwendet. Bremsberge wurden unter Tage im Steinkohlen-, Braunkohlen- und Erzbergbau eingesetzt.

## Arten
Je nach Nutzung unterscheidet man:
- Örterbremsberge: das sind Bremsberge mit Zwischenanschlägen, sie werden nur für eine Bauabteilung genutzt. In Örterbremsbergen werden die abgebauten Mineralien nur bis zur nächsten Sohlen- oder Teilsohlenstrecke gefördert. Aus diesem Grund werden sie auch nicht so stabil gebaut wie Transportbremsberge. Die Förderung wird überwiegend eintrümig mit Gegengewicht ausgeführt.
- Transport- bzw. Förderbremsberge: sie verbinden die Teilsohlen mit der Hauptfördersohle. Diese Bremsberge müssen eine größere Standdauer haben, außerdem werden in ihnen größere Fördermengen bewältigt. Aus diesem Grund werden Förderbremsberge für zweitrümige Förderung eingerichtet.[6]

## Aufbau und Technik

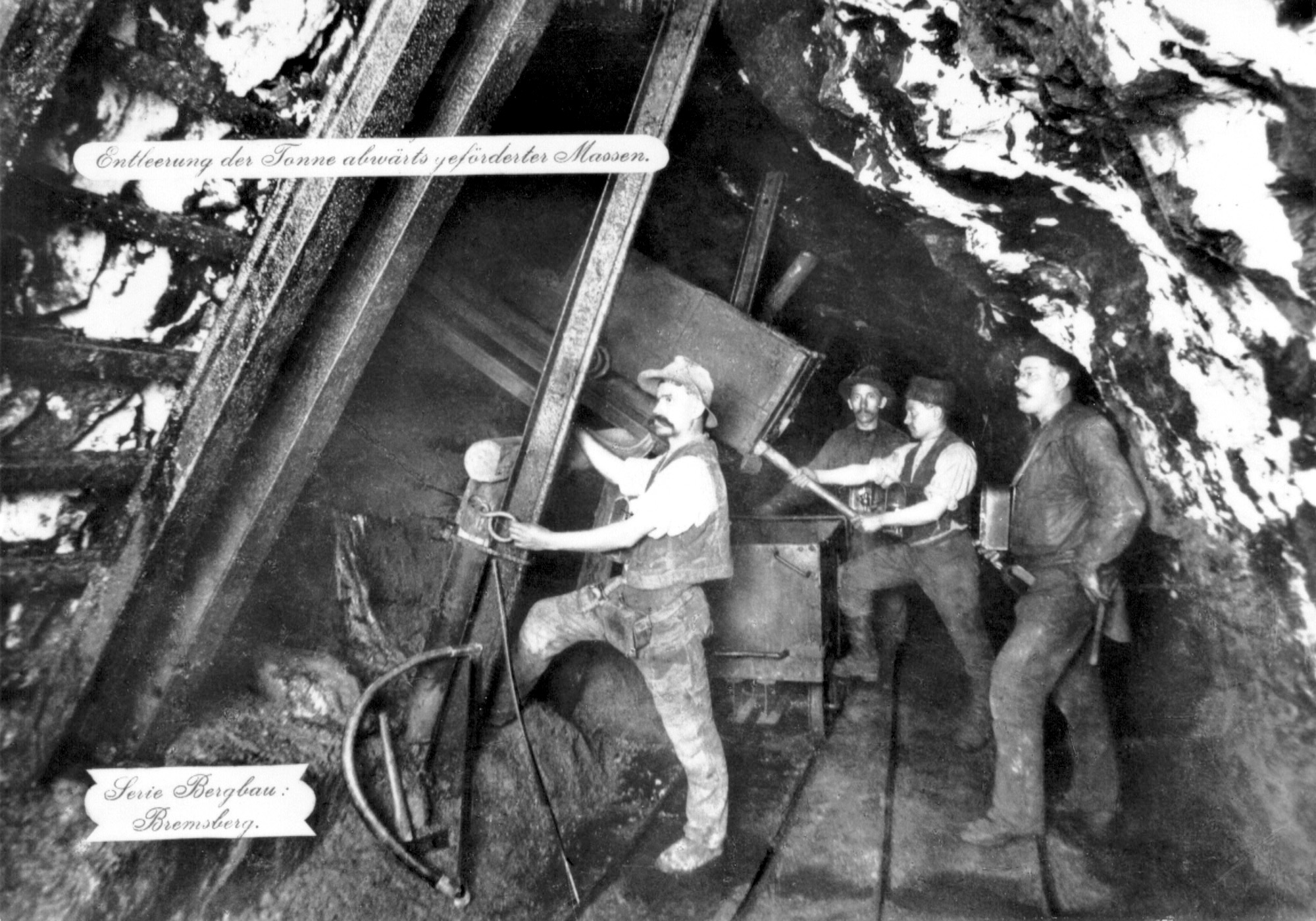
Bremsberg im Freiberger Silberbergbau, Füllstelle: Umschlagen des Erzes in den Streckenhunt

Im Bremsberg befinden sich zur Wagenführung Gleise mit der gleichen Spurweite, wie sie die Gleise der Strecken haben. Je nachdem, ob der Bremsberg ein- oder zweitrümig ausgeführt ist, sind ein oder zwei Gleise vorhanden. Bei eintrümiger Ausführung ist zusätzlich noch eine Führungseinrichtung für das Gegengewicht vorhanden. Es gibt neben- und unterlaufende Gegengewichte. Das Gegengewicht muss so schwer sein, dass es den leeren Gestellwagen mittels Schwerkraft hochziehen kann. In der Praxis hat sich als Gegengewicht das anderthalbfache Leergewicht des Gestellwagens bewährt.
Im einfachsten Fall besteht das Gegengewicht aus einem niedrigen Förderwagen, der mit Gusseisenstücken gefüllt ist. Für diesen Wagen muss ein zweites Gleis vorhanden sein. Bei den unterlaufenden Gegengewichten besteht das Gegengewicht aus einem langen Eisengussblock. Dieser Gussblock ist mit Rädern versehen und wird auf einer Führungseinrichtung zwischen dem Gleis unter dem Gestellwagen geführt. In bestimmten Fällen muss für das Gegengewicht auch eine separate Rinne unter dem Gleis erstellt werden, in der das Gegengewicht durchgeführt wird.
Am obersten Punkt des Bremsberges befindet sich das Bremswerk, das verhindert, dass die niedergehenden Förderwagen zu schnell fahren. Die Förderwagen und das Gegengewicht sind über ein Drahtseil mit dem Bremswerk verbunden. Am Fuß des Bremsberges befindet sich eine kurze Auslaufzone für die herabgehenden Wagen. Dieser Bereich wird von der Grundstrecke entsprechend abgetrennt, damit eventuell abstürzende Wagen nicht in die Grundstrecke fallen.

## Bremsberge über Tage

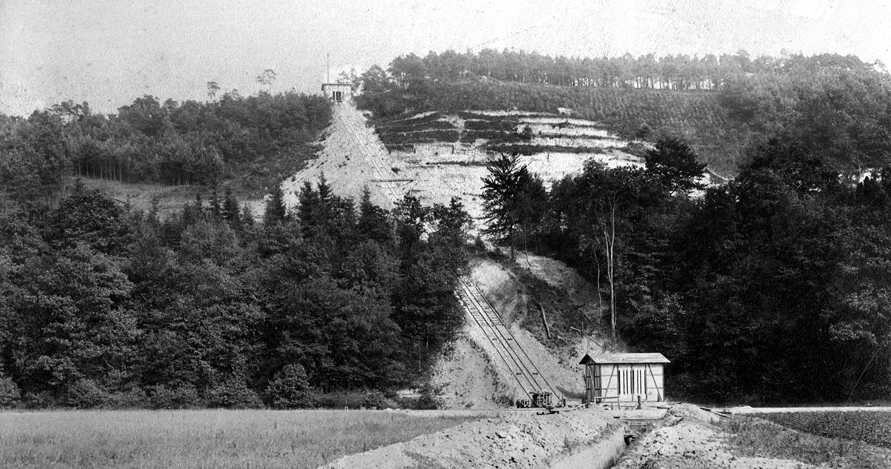
Übertägiger Bremsberg der Grube Lüderich 1895

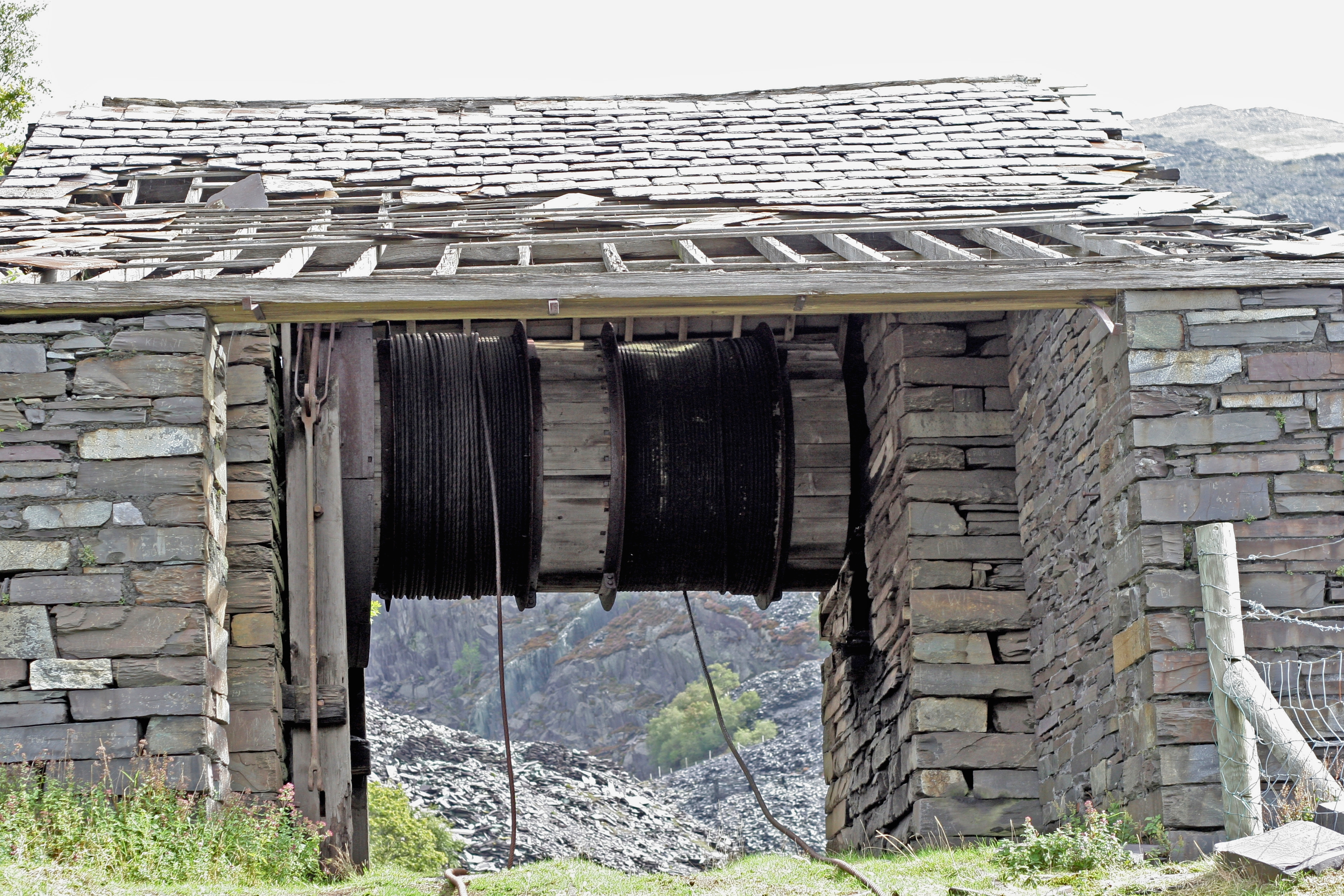
Seiltrommel eines stillgelegten Bremsbergs in Wales. Links Reste des Bremsgestänges.

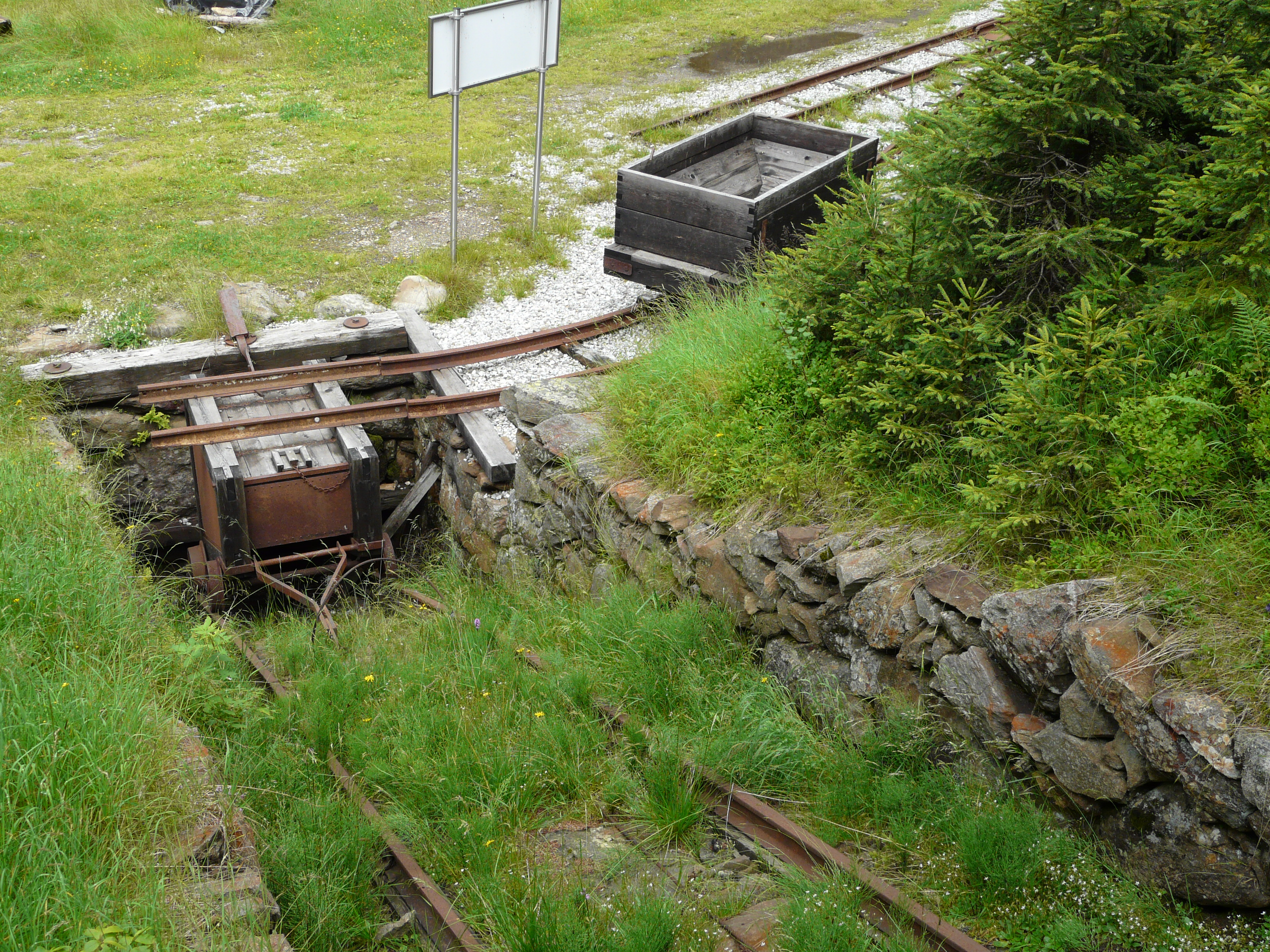
Am Originalplatz rekonstruierter Bremsberg im Ridnauntal (Südtiroler Bergbaumuseum)

Über Tage wurden Bremsberge angelegt, um das in den höher gelegenen Stollen abgebaute Mineral bis ins Tal zu fördern.
Um einen Bremsberg über Tage in einer bergigen Gegend zu erstellen, musste der Hang entsprechend bearbeitet werden. Waren diese Hänge mit Bäumen bewachsen, so musste zunächst eine Schneise in den Wald geschlagen werden (siehe nebenstehendes Foto von der Grube Lüderich). Anschließend wurde ein Fundament erstellt, auf dem die Wagen bewegt werden konnten. Als Fahrbahn wurden Schmalspurgleise verwendet. Die beladenen Förderwagen fuhren entweder auf ihren eigenen Rädern oder wurden auf Flachwagen (Plattformunterwagen) geschoben und mittels Schwerkraft nach unten befördert. Damit die leeren Wagen wieder zur Befüllung verwendet werden konnten, wurden die Bahnen zweispurig ausgelegt, sodass im Gegenzug die entleerten Förderwagen wieder hoch gefördert werden konnten.
Spuren solcher Bremsberge findet man heute noch im Harz. Dort verlief eine Trasse von Braunlage, Wurmberg-Südwesthang Trasse vom Granitsteinbruch zum ehemaligen Schotterwerk und Güterbahnhof Wurmberg (dort Verladestelle an der Schmalspurbahn Walkenried–Braunlage/Tanne). Später wurde die Bremsbergtrasse zu einer Materialseilbahn umgebaut. Als längster Bremsberg, der heute noch betrieben wird, gilt die in Südtirol gelegene Laaser Marmorbahn. Zahlreiche Reste von Bremsbergen finden sich in den Schieferabbaugebieten von Wales.